# Burgauberg-Neudauberg
Burgauberg-Neudauberg é um município da Áustria localizado no distrito de Güssing, no estado de Burgenland.